# Abduction (logique)
Pour les articles homonymes, voir Abduction.
 (janvier 2011).
Sa qualité peut être largement améliorée en utilisant un vocabulaire plus directement compréhensible.

Si on a la donnée B et la théorie A alors B, alors on peut abduire A.

L'abduction (du latin « abductio » : emmener) est un type de raisonnement consistant à inférer des causes probables à un fait observé. Autrement dit, il s'agit d'établir une cause la plus vraisemblable d'un fait constaté et d'affirmer, à titre d'hypothèse de travail, que le fait en question résulte probablement de cette cause.
Par exemple, en médecine, l’abduction est utilisée pour faire des diagnostics.

## Histoire

### Avant leXXesiècle
Aristote avait indirectement mis en évidence ce type de raisonnement comme un syllogisme dont la prémisse majeure est certaine et dont la mineure est seulement probable ; la conclusion n'a alors qu'une probabilité égale à celle de la mineure.
C'est le sémioticien et philosophe américain Charles Sanders Peirce, fondateur du pragmatisme, qui introduisit la notion formelle d'abduction comme la troisième forme de raisonnement, avec la déduction et l’induction.
Selon lui, l'abduction est le seul mode de raisonnement par lequel on peut aboutir à des connaissances nouvelles.
L'abduction est parfois connue sous d'autres noms : 
- inférence de la meilleure explication[3] ;
- inférence abductive[4] ;
- rétroduction[5];
- raisonnement par hypothèse[6],[7].

### AuXXesiècle
Le sémioticien italien Umberto Eco a appelé ce procédé la « méthode du détective, ». Il distingue quatre niveaux d'abduction :
- l'abduction sur-codée ;
- l'abduction sous-codée ;
- l'abduction créative[9] ;
- la méta-abduction[10],[11].

Par ailleurs, le philosophe des sciences Paul Thagard distingue quatre autres types d'abduction.
D.A. Shum croise la classification d'Umberto Eco et celle de Paul Thagard et parvient à seize sortes possibles de raisonnement abductif.

## Explication du procédé
Étant donné une proposition a, on essaie de savoir ce qui peut y avoir conduit. Pour cela, on regarde s'il y a une implication de la forme b ⇛ a et, si c'est le cas, on établit que b est la « cause » probable de a. L'inférence de b à partir de a et de a ⇛ b s'appelle le modus ponens, tandis que l'inférence de b à partir de a et b ⇛ a s'appelle l'abduction.

### Règle de logique formelle
Dans le formalisme de la logique mathématique, l'abduction se représente comme la règle d'inférence suivante :
{\displaystyle {\frac {a\qquad b\Rightarrow a}{b}}}
Formulé en langue naturelle, si on sait que {\displaystyle a} et si on sait que {\displaystyle b\Rightarrow a} alors on infère {\displaystyle b}. Cette règle ne fait pas partie des règles de déduction reconnues comme valides en logique mathématique, mais la formulation sous cette forme permet de comprendre le processus mis en œuvre par l'abduction.
Exemple :
- Majeure : "S'il pleut alors je prends mon parapluie" (ie : {\displaystyle il\;pleut\Rightarrow je\;prends\;mon\;parapluie}),
- Mineure : "J'ai pris mon parapluie"
- Qu'en déduit-on ?
  - rien par déduction (en effet, je peux prendre mon parapluie même s'il fait soleil ... sans contredire la majeure),
  - probablement qu'"il pleut" par abduction.

## Abduction, déduction et induction comme modes de recherche
L'abduction est une forme de raisonnement utilisée dans le processus de découverte par sérendipité.
Par ailleurs, si l'on considère le mode de recherche et d'obtention de connaissances nouvelles comme un processus de conception, le discours sur la méthode scientifique est en lien avec les modèles des sciences cognitives, alors les allers et retours en confrontation entre le projet de concevoir et sa réalisation doivent ainsi permettre d'enrichir une « épistémologie de l'invention » selon l'expression de Deledalle. La science n'est donc plus l'analyse et l'anatomie de ce qui existe positivement et donc nécessairement car, de même que l'art et la technique, elle invente de nouvelles réalités.
Comme l'écrit Jean-Louis Le Moigne, « Auguste Comte pouvait clamer que l'imagination ne devait jouer qu'un rôle absolument subalterne dans la recherche scientifique, chaque chercheur dans son for intérieur convenait que son talent reposait sur sa capacité à imaginer, à inventer, à concevoir ». Ainsi les formes logiques naissent de la pratique de la recherche mais aussi de l'inscription du chercheur dans le processus expérientiel et cognitif qui est lié à son immersion au sein des environnements.
Depuis Peirce et les avancées de la philosophie pragmatiste qui a amorcé d'une certaine façon le développement des sciences cognitives, l'étude du processus de recherche est de plus en plus largement perçue comme une étude du processus cognitif. Il y a ainsi une constante volonté d'intégrer et de dépasser la dualité de l'expérience factuelle par rapport à la logique active, ainsi que l'émergence d'une pensée unifiée qui, selon des temps différents, va prendre des formes différentes qui ne seraient plus en opposition mais en interaction. Ces considérations bouleversent la façon traditionnelle d'appréhender la recherche scientifique qui de ce fait ne peut plus se placer strictement dans une démarche hypothético-déductive ou inductive.
En effet comme l'indique Habermas, la réflexion pragmatiste sur les formes de l'inférence ne s'inscrit pas dans la question traditionnelle de l'acquisition par déduction de propositions analytiquement justes mais dans celle de l'obtention d'énoncés synthétiquement plausibles. Ainsi la conception de l'objet est indissociable de la méthode de fixation de la croyance et du critère de sens qui en découle. Dans un premier temps, et du point de vue des méthodes réelles de la recherche (c'est-à-dire selon une vision expérimentale du processus de conception de l'inférence), l'induction et la déduction ne sont pas en opposition mais en relations réciproques, elles sont en effet des phases coopératives d'un processus unique de résolution de problème. Dans un deuxième temps ces deux phases, d'induction et de déduction du processus de conception, sont complétées par une troisième que Peirce nomme l'abduction. La méthode de recherche peut alors être modélisée selon l'enchaînement élémentaire : [(abduction – induction – déduction)].
Dans cette perspective, l'abduction (warranted assertion) est le processus de formation d'une hypothèse générale sans l'assurance qu'elle réussisse; elle est ainsi de l'ordre de la priméité. La priméité, dans la conception triadique du modèle mental initié par Peirce, c'est la catégorie du sensible, de l'expérience sensible.
C'est la conception de l'être placé dans la généralité et l'indétermination de la situation perçue, c'est le phénomène en tant qu'il est vu et perçu par le sujet lui-même. L'abduction concerne la formation de l'hypothèse, qui est sujette à une certaine normativité induite par un arrière-plan, d'après une conception que l'on cherche à éprouver et qui est orientée par la résolution d'un problème. C'est la suggestion d'une idée, pour Mirowski, l'abduction revêt explicitement un caractère herméneutique dans le sens où elle tente une interprétation immédiate et sensible du phénomène.
Cette approche signifie que « quelque chose » se comporte probablement d'une certaine manière – phase d'abduction – que « quelque chose » se comporte effectivement d'une certaine manière – phase d'induction et enfin – phase de déduction – nous établissons que « quelque chose » se comporte définitivement d'une certaine manière.

### Induction, déduction et abduction
En ce sens, l'induction renvoie aux opérations établissant des généralisations de conception et aux mises à l'épreuve des conséquences tirées des hypothèses posées; elle est de l'ordre de la secondéité. La secondéité est la catégorie de la réaction, de l'existence, de la rencontre du sujet avec la sensation de la singularité. C'est la perception de l'être relatif à quelque chose d'autre où il y a rencontre avec le concret, c'est la catégorie de l'actualisation.
La déduction tire des conséquences, elle construit des relations actualisées, elle est de l'ordre du troisième principe peircéen : celui de la tiercité. La tiercité est la catégorie de la médiation qui met en relation et construit du sens, sans quoi les objets du système ne seraient qu'une juxtaposition arbitraire et non médiatisée. La déduction, c'est l'opérateur de la généralité.
L'abduction, en tant qu'hypothèse créatrice, et l'induction matérialisent le lien entre les observations expérientielles et la formulation d'hypothèses dont elles assurent une mise à l'épreuve. La déduction traduit la pensée réfléchie et structurante en ce qu'elle engendre des habitudes interprétatives, telle une disposition mentale. Dans cette perspective, l'abduction produit des idées et des concepts à expliquer, puis l'induction participe à la construction de l'hypothèse abductive en lui donnant de la consistance, enfin la déduction formule une explication prédictive à partir de cette construction.

### Déduction, abduction et induction
En ce sens, la déduction est certaine et décrit des « objets idéaux », l'induction quant à elle infère des phénomènes semblables, alors que l'abduction infère des phénomènes différents qui stimulent le choix des hypothèses. L'abduction rend compte de la spécificité du raisonnement qui va vers l'hypothèse, sa logique est celle de la créativité de l'interprétation et de l'innovation, elle permet d'introduire des idées nouvelles en fonction de la flexibilité du concepteur par rapport à ses présupposés.
L'abduction est décrite par Peirce comme un aperçu créatif (a creative insight) pour résoudre un problème surprenant, une expérience qui déçoit une anticipation, ou un évènement qui entame une habitude. Si l'induction va du cas, de l'expérientiel vers la règle selon le raisonnement [(cas) vers (règle)], l'abduction a un raisonnement inverse [(règle) vers (cas)].
L'abduction éclaire ainsi le faillibilisme pragmatique au sens où celle-ci s'éprouve dans la capacité à accueillir de nouvelles hypothèses, alors que l'induction elle ne peut mettre à l'épreuve que ce qui lui est soumis. Distinguer induction et abduction permet d'introduire le changement. Si l'abduction repose sur des habitudes d'inférence qui évoluent comme étant des manifestations de l'intelligence et de la progression de connaissance, c'est sur l'induction que repose le progrès scientifique car elle donne une valeur scientifique à la pratique, c'est-à-dire à l'expérience. En effet, la mise à l'épreuve constitue le seul moyen pour tenter d'approcher la certitude et déduire une vérité comme idéal de connaissance et objet de construction théorico-pratique. Le processus de recherche modélisé comme un ensemble de boucles [(abduction – induction – déduction)] laisse dès lors une place à l'intuition et à l'imagination.

### Résumé
« Pour résumer, la déduction, qui repose sur des causes et des effets certains, aboutit à des énoncés certains ; l'induction, qui propose des causes certaines à des effets probables, aboutit à des énoncés probables ; et l'abduction, qui recherche des causes probables à des effets certains, aboutit à des énoncés plausibles. »
— Nicolas Chevassus-au-Louis, Théories du complot